# Winfield Scott Schley
Winfield Scott Schley (født 9. oktober 1839, død 2. oktober 1911) var en amerikansk søofficer.
Schley blev officer 1860 og deltog som sådan i den amerikanske borgerkrig. I 1884 blev han chef for en arktisk ekspedition, der skulle undsætte løjtnant Greely, og udførte dette hverv med stor omtanke og dygtighed, der førte til, at Greely og 6 af hans medarbejdere samt ekspeditionsresultaterne blev reddet. I 1890 førte Schley som chef for krydseren Baltimore den berømte svensk-amerikanske ingeniør John Ericssons støv fra Amerika til Sverige. I den spansk-amerikanske krig 1898 var Schley chef for en "flyvende eskadre" på 3 store og 3 små krydsere. For hans optræden som sådan er han bleven stærkt kritiseret og beskyldt for mangel på overlæg og initiativ, navnlig i begyndelsen af krigen, men han var dog så heldig at konstatere den spanske admiral Cerveras krydserflådes tilstedeværelse i Santiago og at være øverstkommanderende i slaget, der førte til dennes ødelæggelse ved dens udbrud den 3. juli, idet den kommanderende admiral Sampson i det øjeblik var fjernet så langt fra slagpladsen, at han ikke kom til at deltage. Schley udnævntes efter slaget til kontreadmiral.